# People’s Liberation Army Works No. 5720
People’s Liberation Army Works No. 5720 war ein Hersteller von Automobilen aus der Volksrepublik China.

## Unternehmensgeschichte
Das Unternehmen aus Wuhu war ursprünglich eine Militärfabrik. 1995 begann die Produktion von Automobilen. Der Markenname lautete Weier. 1997 endete die Produktion.

## Fahrzeuge
Im Angebot standen viertürige Limousinen mit Stufenheck sowie Pick-ups mit Doppelkabine mit den Modellnamen WHJ 1010, WHJ 5010 und WHJ 6440.
Der WHJ 1010 war bei einem Radstand von 248 cm 431 cm lang, 164 cm breit und 143 cm hoch. Das Leergewicht war mit 900 kg angegeben. Ein Motor mit 797 cm³ Hubraum und 26 kW Leistung trieb das Fahrzeug an. Für den WHJ 1010 X sind bis auf 1 cm mehr Länge und 40 kg mehr Gewicht die gleichen Daten überliefert. Der WHJ 1010 D hatte 256 cm Radstand, 425 cm Länge, 164 cm Breite und 143 cm Höhe. Er wog 920 kg. Er hatte einen größeren Motor mit 870 cm³ Hubraum und 28 kW Leistung. Die Höchstgeschwindigkeit aller drei Varianten war mit 100 km/h angegeben.
1995 entstanden 262 Fahrzeuge vom WHJ 1010, 32 vom WHJ 5010 und 908 vom WHJ 6440. Für das Folgejahr sind 916 Fahrzeuge vom Typ WHJ 1010 überliefert.